# Gare de Brampton
La gare de Brampton est une gare ferroviaire au centre-ville de Brampton en Ontario. La gare est desservie par des trains de banlieue de la ligne Kitchener, ainsi que le train de Via Rail entre Toronto et Sarnia. La gare est attachée au terminus du centre-ville de Brampton, desservi par les autobus de GO Transit et de Brampton Transit. La gare est située sur Church Street, près de l'intersection de Main Street et de Queen Street au cœur de Brampton.

## Situation ferroviaire
La gare est située à la borne 15,4 milles (24,8 km) de la subdivision Halton du Canadien National, entre les gares de Bramalea et Mount Pleasant.
La ligne continue vers le nord-ouest depuis Bramalea, en passant pas le centre-ville de Brampton. Le paysage passe d'une industrie moderne à une petite ville en un instant. Les différences entre les gares de Brampton et de Bramalea sont faciles à remarquer, car le stationnement de Brampton est coincé entre les magasins et les maisons. Le bâtiment d'origine de la gare est antérieur à GO Transit, bien qu'un deuxième quai moderne et abrité ait été ajouté au sud des voies en 2009. À l'ouest de la gare se trouve une jonction abandonnée avec des voies qui continuent jusqu'à Orangeville et qui s'étendaient autrefois vers le sud jusqu'à Streetsville à Mississauga. Ces voies appartenaient autrefois au Canadien Pacifique, mais appartiennent maintenant au train touristique Credit Valley Explorer. Ce train propose des excursions entre Orangeville et Inglewood, mais n'a pas encore prévue d'amener des trains aussi loin au sud que Brampton.
Au nord-ouest de la gare de Brampton, le paysage redevient suburbain. Il ne faut pas longtemps avant que le train n'arrive à la gare de Mount Pleasant, près de la limite ouest de Brampton. Cette gare est ajoutée en 2005, et a été conçue comme le terminus éventuel d'un service toutes les heures, tous les jours, dans les deux directions entre Brampton et Toronto.

## Histoire

### Grand Tronc

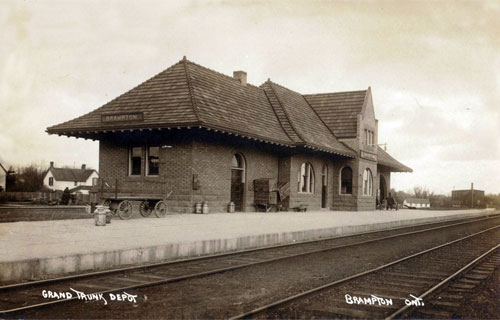
Édicule du Grand Tronc

Le chemin de fer du Grand Tronc a été construit à travers Brampton en 1856, en utilisant l'affrètement du Toronto & Guelph Railway. Plus tard cette année-là, la ligne a été ouverte au trafic ferroviaire, mais resterait séparée du réseau principal du Grand Tronc jusqu'à ce que les deux soient connectés sur l'esplanade en 1858. Au début, le Grand Tronc s'écartait rarement, voire jamais, d'une seule conception de gare standard à travers leur réseau entier. À l'est de Toronto, elles ont toutes reçues des extérieurs en pierre, tandis qu'à l'ouest de Toronto, une poignée d'entre elles ont reçu des extérieurs en bois ou en brique. La gare de Brampton était un exemple de la conception en brique. Dans les années 1890, toute la ligne principale du Grand Tronc de Montréal à Sarnia était à double voie, y compris le secteur de Brampton.
Au fur et à mesure que Brampton grandissait, sa gare s'grandissait également. Elle a été remplacée en 1908 par une structure plus grande dans le style italianisant. Cette gare survivra au chemin de fer qui l'a construite, car le Canadien National a officiellement repris les opérations en 1923. Alors que le Canadien National commençait à s'éloigner du service de voyageurs de banlieue dans la région de Toronto, GO Transit a été fondé en 1967 et a commencé à desservir Brampton en 1974.

### GO Transit
Le 29 avril 1974, GO Transit a lancé un nouveau service entre Toronto et Georgetown, et la gare de Bramalea a ouvert ses portes. La ligne Georgetown était la deuxième ligne de trains de banlieue, lancée près de sept ans après la ligne Lakeshore entre Pickering et Oakville. À l'époque, trois trains quittaient la gare de Georgetown le matin et s'arrêtaient aux gares de Brampton, Bramalea, Malton, Weston et Bloor, avant d'arriver à la gare Union de Toronto, et trois trains sont revenus dans l'après-midi. La ligne n'a pas connu beaucoup de croissance au début de sa course. Un quatrième train a été ajouté à l'horaire entre 1975 et 1978, mais la ligne restait stable jusqu'en 1990.
Entre 1990 et 2004, Brampton était un arrêt intermédiaire sur l'International, un service conjoint de Via Rail et d'Amtrak entre Chicago et Toronto.
En octobre 1990, dans le cadre d'une série de promesses faites par les libéraux ontariens à la veille de leur défaite, un train de la ligne a été prolongé vers Guelph, avec un arrêt à Acton. Aucun autobus de correspondance n'a pas été offert de Guelph à Kitchener, ce qui explique le faible achalandage. Le prolongement est devenu un candidat évident pour les coupes lorsque le gouvernement néo-démocrate a été contraint de réduire les subventions de GO Transit en 1993. Le dernier train a quitté la gare de Guelph le 2 juillet 1993.
Cependant, la demande de services augmentait. Après avoir presque doublé sa population dans les années 1990 (234 445 en 1991 contre 149 030 en 1981), Brampton a continué de connaître une croissance importante, en particulier dans le nord-ouest de la ville. En 2001, la population de Brampton avait atteint 325 428, tandis que Halton Hills (incluant Georgetown) avait atteint 48 184. Le 29 janvier 2000, GO Transit a ajouté un cinquième aller-retour entre Bramalea et Union, avec des liaisons en bus vers Georgetown.
Le 4 septembre 2001, un nouveau trains de l'après-midi a été ajouté en provenance de la gare Union à 14h50, s'arrêtant à toutes les gares jusqu'à Brampton, puis retournant à la gare Union sans passagers pour faire un trajet aux heures de pointe ailleurs dans le système. En avril 2002, une révision majeure du service a été effectuée, ajoutant des trains de midi vers et depuis la gare Union jusqu'à Bramalea, avec des liaisons en bus vers Brampton et Georgetown.
En septembre 2004, un train du matin en provenance de Georgetown est devenu un service express, ne s'arrêtant qu'à Brampton, Bramalea et Union. Un nouveau train local de Bramalea a été ajouté pour desservir Malton, Etobicoke North, Weston et Bloor. Le départ en milieu d'après-midi d'Union à Brampton a été ajusté pour partir à 15h15 à la même heure.
Entre 2009 et 2011, un nouveau deuxième quai a été ajouté au sud des voies avec une section couverte, des systèmes d'éclairage et de sécurité améliorés ainsi qu'un système de fonte automatique de la neige. Auparavant, seule la voie nord était accessible aux trains de voyageurs avec un tunnel sous la voie pour les passagers entrant depuis Station Street et George Street North.
Au début de 2011, Metrolinx a annoncé que le service serait prolongé de Georgetown à Kitchener. Deux trains exploités auparavant entre Georgetown et Toronto feraient plutôt escale dans une nouvelle installation d'escale temporaire à Kitchener près des voies ferrées principales.
De 2011 à 2016, des travaux considérables ont eu lieu pour ajouter des voies, élargir les ponts et éliminer les passagers à niveau afin de garantir que le service vers Kitchener puisse être bonifié, rendu plus rapide et plus fiable. Le 8 septembre 2015, cet investissement a porté ses fruits avec le lancement d'un service horaire de midi entre les gares Union et de Mount Pleasant. Le 6 septembre 2016, deux trains supplémentaires ont quitté la gare de Kitchener pour le service jusqu'à Union.
En septembre 2021, Metrolinx a annoncé le lancement d'un projet pilote prolongeant un seul train vers l'ouest de Kitchener à London, desservant des arrêts à Stratford et à St-Marys.

## Service aux voyageurs

### Accueil

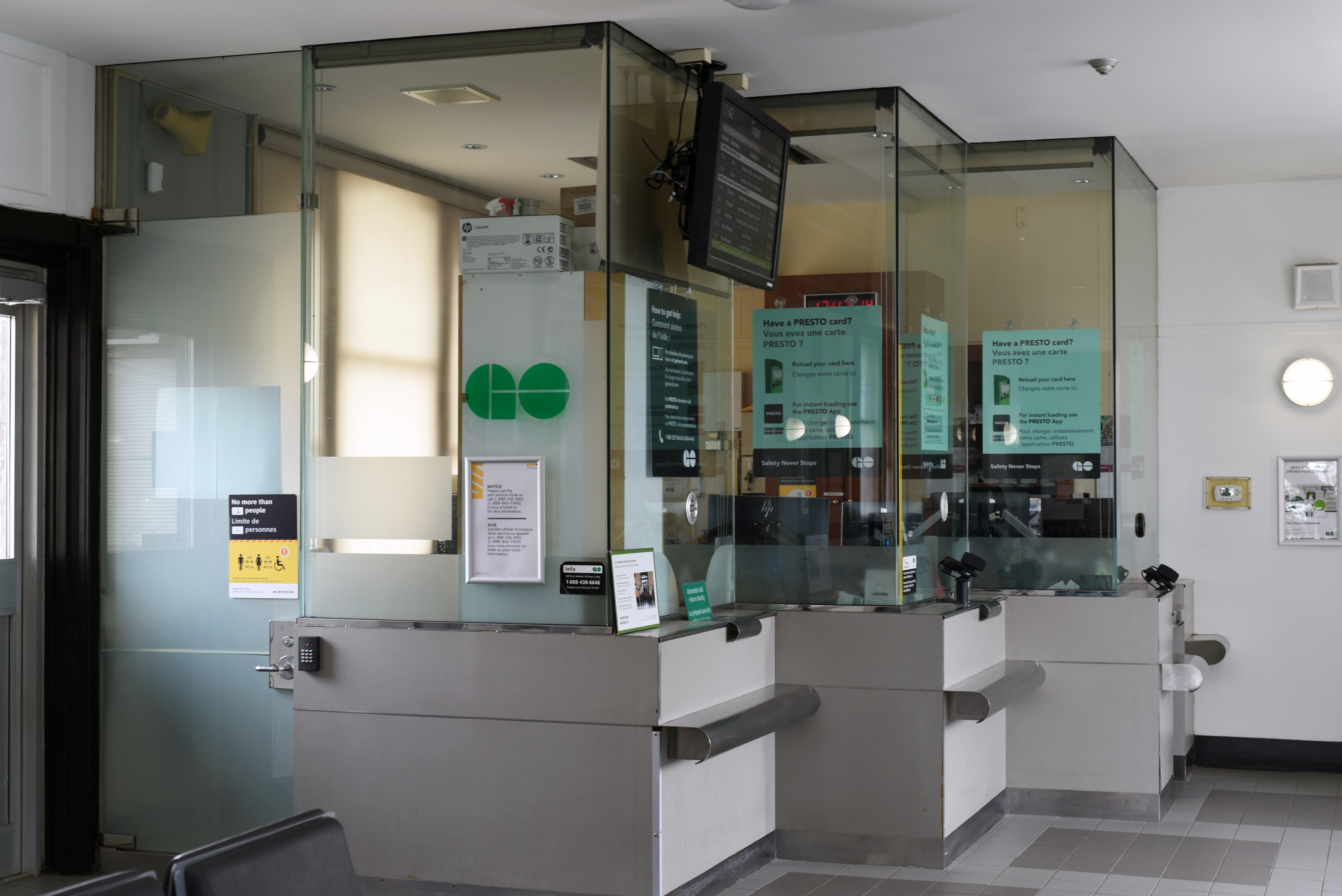
Guichet de GO Transit

La billetterie de GO Transit est ouverte en semaine de 5h30 à 20h15, et fermée les week-ends et jours fériés. L'ambassadeur de la gare GO peut aider les clients à configurer un type de tarif et à définir un trajet GO par défaut sur leur carte Presto. Plusieurs options en libre-service sont disponibles pour monter à bord du train GO. Les clients peuvent acheter un billet papier dans un distributeur automatique de billets, charger leur carte Presto dans un distributeur automatique de billets compatible avec Presto, acheter un billet électronique avec leur smartphone, ou utiliser le valideur avec une carte de crédit sans contact (tarif adulte uniquement) ou une carte Presto.
La gare est équipée d'une salle d'attente, des toilettes, de Wi-Fi, d'un débarcadère, d'un téléphone payant, d'un guichet automatique bancaire, et d'un stationnement incitatif. Le stationnement incitatif se dote des places réservées et d'une aire de covoiturage. L'ensemble de la gare est accessible aux fauteuils roulants.
La carte Presto n'est pas acceptée pour le trajet au-delà de la gare de Kitchener. Les passagers qui prennent un train vers Stratford, St-Marys ou London doivent acheter un billet sur le site web de GO Transit, et valider le billet dans leur téléphone cellulaire.
Aucun personnel de Via Rail n'est disponible à la gare, et les passagers de Via Rail doivent acheter un billet sur le site web, par téléphone, ou sur l'application mobile. Aucun service de bagages enregistrés n'est offert dans cette gare. Pour les demandes d'un élévateur pour fauteuils roulants, un préavis de 48 heures est requis. Arrangements préalables sont nécessaires par téléphone.

### Desserte
Les trains de la ligne Kitchener desservent la gare toutes les heures en semaine, sauf les heures de pointe en sens inverse. Aucun service de train de Kitchener n'était assuré à cette gare pendant les fins de semaine, jusqu'au 8 avril 2023, date à laquelle cette gare est desservie par des trains de week-end toutes les heures entre Union et Mount Pleasant.
Le train de Via Rail entre Toronto et Sarnia dessert la gare une fois par jour dans chaque direction.

### Intermodalité

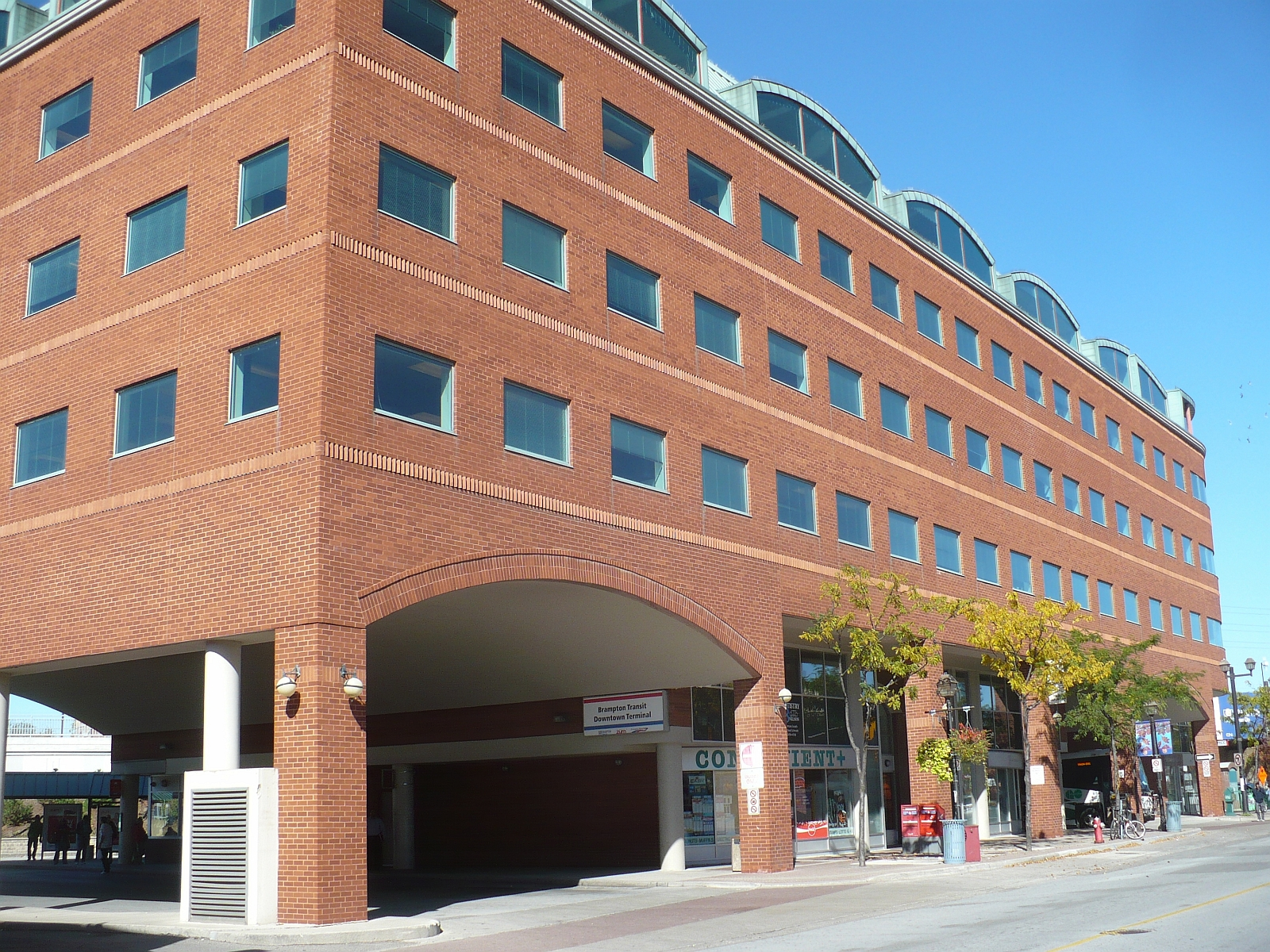
Terminus du centre-ville de Brampton, face à la gare ferroviaire

#### GO Transit
- 31 Georgetown (tous les jours)
  - Direction est vers la gare Union de Toronto
  - Direction ouest vers l'Université de Guelph
- 33 Guelph / North York (tous les jours)
  - Direction est vers le terminus York Mills
  - Direction ouest vers l'Université de Guelph
- 37 Orangeville / Brampton (lundi au vendredi)
  - Direction nord vers le mail et le stationnement incitatif d'Orangeville

#### Brampton Transit
- 1/1A Queen
  - Direction ouest vers la gare de Mount Pleasant
  - Direction est vers Queen Street et la route 50, et vers Coventry Road et Airport Road
- 2 Main
  - Direction nord vers le terminus Heart Lake
  - Direction sud vers le stationnement incitatif Hurontario & 407
- 24 Van Kirk
  - Direction nord vers Hurontario Street et Mayfield Road
  - Direction sud vers l'hôpital Peel Memorial
- 25 Edenbrook
  - Direction nord vers Wanless Drive
  - Direction sud vers l'hôpital Peel Memorial
- 52 McMurchy
  - Direction nord vers le terminus Brampton Gateway
- 501 Züm Queen
  - Direction est vers le terminus SmartVMC (station Vaughan Metropolitan Centre du métro) via le terminus Bramalea
- 502 Züm Main
  - Direction nord vers le terminus Sandalwood
  - Direction sud vers le terminus du centre-ville de Mississauga
- 561 Züm Queen West (service annulé jusqu'à nouvel ordre)
  - Direction ouest vers la gare de Mount Pleasant

La correspondance entre GO Transit et Brampton Transit est gratuite lors d'un paiement par carte Presto, par carte de crédit ou avec une portefeuille électronique.